# Сельское поселение Августовка
Сельское поселение Августовка — муниципальное образование в Большечерниговском районе Самарской области.
Административный центр — село Августовка.

## Административное устройство
В состав сельского поселения Августовка входят:
- село Августовка,
- посёлок Малая Черниговка,
- посёлок Паньшино,
- посёлок Пекилянка.